# Confusione (diritto)
La confusione è un modo di estinzione dell'obbligazione diverso dall'adempimento che si ha allorché le posizioni passive e attive del rapporto obbligatorio vengono a coincidere e riunirsi nella medesima persona. Tale evenienza si verifica in caso di successione di un debitore nella posizione del creditore dello stesso rapporto obbligatorio e viceversa, ovvero in caso di successione di un terzo alle posizioni di entrambi. La successione può essere a titolo particolare o universale. Ad esempio si ha confusione nel caso in cui Caio, creditore di Tizio, muore designando erede Tizio. In questo caso l'obbligazione si estingue per confusione.
Nell'ordinamento italiano, la confusione è disciplinata dal codice civile agli art. 1253-1255 nel titolo dedicato ai modi di estinzione dell'obbligazione diversi dall'adempimento.

## Origine
La confusione era già nota ai giuristi romani come uno dei modi di estinzione dell'obbligazione: Pomponio, in un brano del suo Enchiridion tramandatoci attraverso il Digesto ammoniva: D.46.3.107 «Pomponius 2 enchir: Verborum obligatio aut naturaliter resolvitur aut civiliter: naturaliter veluti solutione aut cum res in stipulationem deducta sine culpa promissoris in rebus humanis esse desiit: civiliter veluti acceptilatione vel cum in eandem personam ius stipulantis promittentisque devenit».